# Penafalcão
Penafalcão é uma aldeia portuguesa pertencente à freguesia de Sobreira Formosa, Município de Proença-a-Nova e Distrito de Castelo Branco com 52 habitantes.

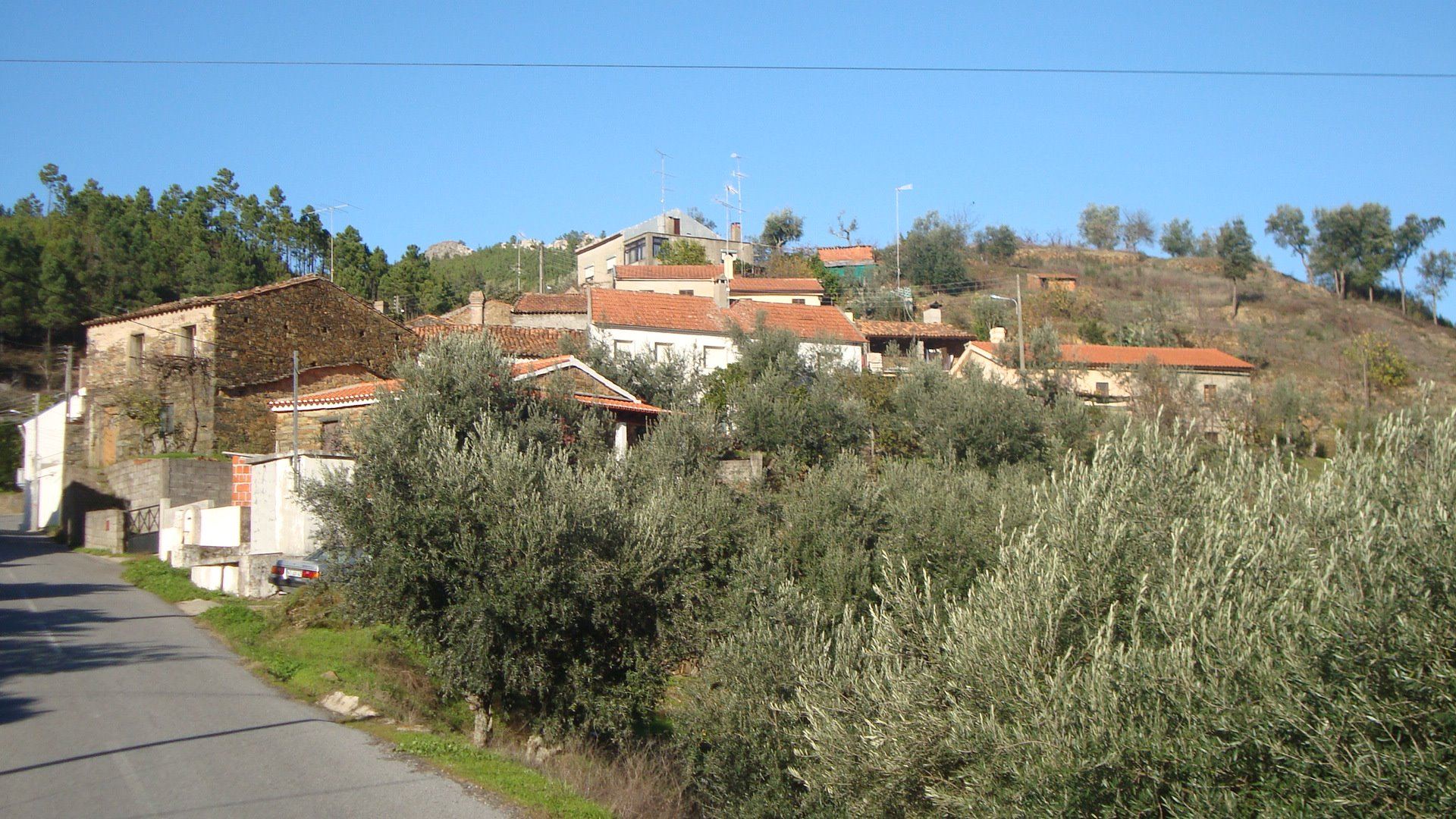
Rua Principal

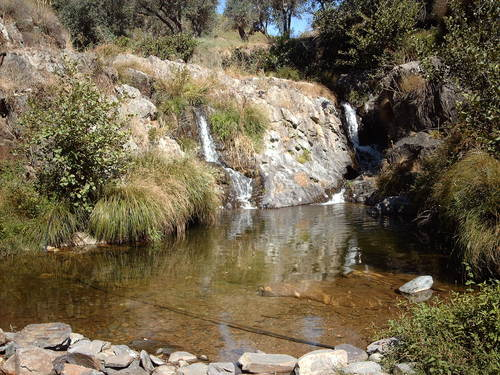
Poço do Moinho A "pequena praia fluvial" de Penafalcão